# زردية (بطني القدم)
زَرَدِيَّة (الاسم العلمي: Zebrina)، جنس من الحلزونات الأرضية المتنفسة للهواء، تنتمي إلى الرخويات الأرضية الرئويات بطنيات القدم الرخوية وفصيلة الإنيات.

## الأنواع
يضم الجنس الأنواع التالية:
- Zebrina detrita (O. F. Müller, 1774)
- Zebrina fasciolata (Olivier, 1801) - نوع نمطي for genus Zebrina
- Zebrina spratti (L. Pfeiffer, 1846)
- Zebrina varnensis (L. Pfeiffer, 1847)

أنواع منقولة مرادفة
- Zebrina kindermanni (L. Pfeiffer, 1853) : synonym of Leucomastus kindermanni (L. Pfeiffer, 1854)